# Mein Name ist Eugen (Musical)
Mein Name ist Eugen – Das Musical ist ein Musical, das auf dem gleichnamigen Roman von Klaus Schädelin basiert und konsequent aus der Perspektive des 13-jährigen Eugen erzählt wird, der zusammen mit seinen Freunden Wrigley, Eduard und Bäschteli unbedingt verhindern will, erwachsen zu werden. Buch, Musik und Liedtexte stammen von Roman Riklin, in Szene gesetzt wurde das Werk von Regisseur Dominik Flaschka. Das Musical wurde produziert von Darko Soolfrank und Guido Schilling (Space Dream, Ewigi Liebi) und erlebte seine Uraufführung am 5. März 2016 in der Maag Music Hall in Zürich. Nach rund 90 Vorstellungen fand am 19. Juni 2016 die letzte Aufführung statt. Das Musical verzeichnete rund 45'000 Zuschauer.
Die Produktion war im Rahmen des Deutschen Musical Theater Preises 2016 insgesamt siebenmal nominiert und wurde in den Kategorien „Beste Choreographie“ (Jonathan Huor) und „Bester Nebendarsteller“ (Remo Traber) ausgezeichnet.

## Handlung

### Erster Akt
Der 13-jährige Eugen wohnt wie sein Freund Wrigley an der Herrengasse 12 in Bern. Zusammen mit Eduard und Bäschteli führen die beiden ein schweres Leben, denn ihre freudlosen Eltern, Tante Melanie sowie Lehrer Klameth haben kein Verständnis für die Streiche der vier Lausbuben. Eugen entscheidet sich, über die Tragödien seiner bitteren Jugend ein Buch zu schreiben (My Name isch Eugen, Sy Name isch Eugen).
Der Streich mit einer erhitzten Münze, an der sich Lehrer Klameth die Finger verbrennt, hat als Kollektivstrafe den Aufsatz "Mit dreizehn Jahren beginnt der Ernst des Lebens" zur Folge und ist der Beginn einer Kette unglücklicher Ereignisse (Mit dryzäh Jahr). Eduard gibt ein leeres Blatt ab und wird deshalb vom Lehrer dazu verdonnert, im Schultheater die Rolle der bösen Tante zu spielen. Um Eduard beim Rollenstudium der Tante zu unterstützen, dringen die vier Freunde in die Wohnung von Tante Melanie ein und stecken Eduard in deren Sonntagskleid (Tante Melanie). Von der heimkehrenden Tante überrascht, flüchtet Eduard samt Kleid in den Dachstock. Dort entdecken die vier Buben ein Boot und unternehmen eine gefährliche Fantasie-Reise an den Titicacasee, wo sie ihr Idol Fritzli Bühler, den König der Lausbuben, treffen wollen. Er soll ihnen zeigen, wie man verhindert, erwachsen zu werden, und wie man für immer ein Lausbub bleibt (Fritzli Bühler).
Während des Zeichnungsunterrichts im Historischen Museum überrascht Wrigley seine Klassenkameraden als Ritter Eisenhut in Ritterrüstung (Ritter Eisenhut). Leider bekommt er den Ritterhelm nicht mehr vom Kopf und wird deshalb von seinen Freunden samt Helm und Rüstung aus dem Museum geschmuggelt.
Die folgende Nacht wird zum Desaster: Unsanft geweckt durch den Wasserschaden, den die Jungs mit ihrem Boot-Abenteuer im Dachstock verursacht haben, entdecken die Eltern neben einem schlafenden Ritter auch das gestohlene Kleid von Tante Melanie. Zur Strafe wird das Pfadilager gestrichen. Eugen hat einen schlimmen Alptraum, indem er Fritzli Bühler begegnet und dazu verdammt wird, für den Rest des Lebens erwachsen zu sein (Alptraum).
Eugen und seine Freunde schaffen es widererwarten, im Zeugnis genügende Noten zu haben. Allerdings schreibt der Lehrer den Eltern einen Brief und fordert diese zu erzieherischen Konsequenzen auf. Die vier Buben malen sich die schrecklichsten Strafen aus (Was wei die?). Eugen spielt sogar mit dem Gedanken, sich von der Aarebrücke zu stürzen (Nume ganz e chlyne Schritt). Wrigley entdeckt plötzlich das Flugpotential der Briefe und kurz darauf fliegen sie als Papierflieger in die Aare (Wie 'nes Wunder).
Als Belohnung für das gute Zeugnis dürfen die Schlingel trotzdem ins Pfadilager. Mit den Velos geht es nach Erstfeld (Ds Velo, du, ig u d'Strass) und von dort mit dem Zug vorbei am Kehrtunnel bei Wassen und weiter ins Tessin (Zugfahrt).
Im Zeltlager in Tenero geraten die Teenager mehrmals an den autoritären Pfadiführer Tutti und müssen die Erfahrung machen, dass sie auch im Lager nicht frei sind. Wrigley haut aus dem Lager ab. Eugen findet ihn am Seeufer, wo er trotzig auf den Tod warten will, weil dieser ihm ja sowieso blühe. Als ein Fährmann im Nebel auftaucht, sind die beiden Buben überzeugt, dass es der Tod ist, der sie holen kommt (Dr Tod). Der Fährmann entpuppt sich als Mann, der nach zwei mutmasslich ertrunkenen Pfadfindern sucht. Betroffen helfen Eugen und Wrigley bei seiner Suche, treffen bald darauf auf Sikki und Eglikurt und stellen mit Schrecken fest, dass sie selbst die Vermissten sind.
Zurück im Lager müssen die vier Freunde zur Strafe für Wrigleys Verschwinden verkohlte Spaghetti-Kessel schrubben und bekommen Streit. Bald sehen sie nur noch einen Ausweg aus ihrem Schlamassel: Ein Treffen mit Fritzli Bühler. Gemeinsam hauen sie aus dem Lager ab, um den König der Lausbuben in Zürich suchen zu gehen, und gründen einen Geheimbund gegen die Ungerechtigkeit der Welt (Nume no ei Wäg zum Glück).

### Zweiter Akt
Pfadiführer Tutti berichtet den Eltern telefonisch von der Flucht aus dem Lager und bald werden die vier Buben in der ganzen Schweiz von der Polizei gesucht (Vermisst). In Bodio will Eduard verhindern, dass der große Zeiger der Kirchturmuhr den kleinen überholt, und steckt deshalb seinen Daumen zwischen die Zeiger. Das dadurch verursachte unaufhörliche Schlagen der Glocken und der plötzlich in Unterhosen am Kirchturm hängende Eduard versetzen das Dorf in Aufruhr. Ein Polizist erkennt die Vermissten und sie entkommen nur knapp (Die ewige Uhr von Bodio).
Die neue Berühmtheit zwingt die Buben zur Rückkehr in die Innerschweiz über den Gotthardpass. Um zu beweisen, dass der von ihm verehrte Radrennfahrer Ferdy Kübler die Alpennordseite ohne zu bremsen hinunter gefahren ist, lanciert Bäschteli ein waghalsiges Rennen (Das Rennen). Dieses endet für ihn unsanft in einem Hühnerstall in Schattdorf und mit defektem Rücktritt. Eugen will sein Fahrrad reparieren, aber die Hühner verschlingen die mit Butter eingefetteten Kugeln, bevor diese wieder ins Kugellager eingesetzt werden können. Eugen, Wrigley und Eduard denken sich – ganz zum Leidwesen von Tierliebhaber Bäschteli – makabre Methoden aus, wie sie wieder in Besitz der Kügelchen kommen können (Tierliquälerei). Mithilfe von Rizinusöl und Schlaftabletten haben sie letztlich Erfolg.
Während eines schweren Unwetters stellen die vier Ausreißer in der Dunkelheit in Zug das Zelt auf. Am folgenden Morgen werden sie vom verärgerten Besitzer der Villa unsanft verjagt, weil ihr Zelt mitten in dessen Blumenbeet steht. Besonders peinlich ist für Jungs aber, dass sie vor Anna, der Tochter des Villenbesitzers, bloßgestellt werden. Als Anna ihnen zur Stärkung für die Weiterreise Gipfeli schenkt, ist es um jeden der vier geschehen. Natürlich lässt sich dies aber keiner anmerken (Prinzessin).
Endlich in Zürich stehen die vier Freunde vor Fritzli Bühlers Haus. Um ihrem Idol Eindruck zu machen, planen sie einen Überfall und brechen in die Wohnung ein. Dort überwältigen sie Armand und merken schnell, dass es sich um den richtigen Sohn eines falschen Fritz Bühlers handelt. Als Polizist Fritz Bühler, Armands Vater, sie kurz darauf in der Wohnung überrascht, behaupten die Vier unter Angaben falscher Namen und mithilfe von Schauspielkunst, dass sie Freunde von Armand sind (Wahri Fründschaft).
In einer Hinterhofwerkstatt an der Klosbachstrasse 154 treffen die Freunde wenig später endlich auf den richtigen Fritzli Bühler, den König der Lausbuben. Sie erfahren, dass er sein Geld als Gitarrist einer Rockband verdient, und wollen von ihm wissen, was sie tun müssen, damit sie für immer Lausbuben bleiben können und nicht erwachsen werden müssen. Anstelle einer Antwort entfacht Fritzli ein Feuerchen auf dem Dach der Werkstatt und behauptet, das Haus brenne. Bald steigen die Buben auf Fritzlis Spiel ein. Zusammen melden sie den Brand der Feuerwehr, die kurz darauf eintrifft und löscht (Es brönnt!). Als aber auch noch Polizist Bühler auftaucht, fliegt die Tarnung der vier Ausreißer auf. Sie werden verhaftet und nach Bern verfrachtet.
Zurück in Bern wird der inzwischen bald 14-jährige Eugen dabei erwischt, wie er während des Unterrichts an seinem Buch schreibt. Der Lehrer beschlagnahmt das Manuskript und gibt es Eugen später mit den nötigen Korrekturen und zusammen mit einem deftigen Brief zurück. Eugen entscheidet sich, das Buch nicht fertig zu schreiben, schwört aber, dass er – egal, was noch alles passieren wird, bis er erwachsen ist – für immer ein Lausbub bleibt (Es ganzes Läbe lang).
Fritzli Bühler feiert zusammen mit Eugen, Wrigley, Eduard und Bäschteli ein Fest, bei dem sie gemeinsam als Band auftreten (Luusbuebe chöi mer blybe).

## Musiknummern

### Erster Akt
- Sy Name isch Eugen (Ouvertüre) – Cast
- My Name isch Eugen – Eugen
- Sy Name isch Eugen – Cast
- Mit dryzäh Jahr – Cast
- Eugens Erzählmusik I – Instrumental
- Tante Melanie – Eugen, Wrigley, Eduard, Bäschteli
- Fritzli Bühler – Eugen, Wrigley, Eduard, Bäschteli
- Angriff der Riesenkracke – Instrumental
- Eugens Erzählmusik II – Instrumental
- Ritter Eisenhut Rede – Instrumental
- Ritter Eisenhut Schlacht – Instrumental
- Eugens Erzählmusik III – Instrumental
- Alptraum – Instrumental
- Eugens Erzählmusik IV – Instrumental
- Was wei die? – Klameth, Eugen, Wrigley, Eduard, Bäschteli
- Nume ganz e chlyne Schritt – Eugen, Wrigley, Eduard, Bäschteli
- Wie 'nes Wunder – Eugen, Wrigley, Eduard, Bäschteli & Cast
- Ds Velo, du, ig u d'Strass – Tutti & Cast
- Zugfahrt – Instrumental
- Eugens Erzählmusik V – Instrumental
- Nachtübung – Instrumental
- Eugens Erzählmusik VI – Instrumental
- Dr Tod – Wrigley & Cast
- Eugens Erzählmusik VII – Instrumental
- Nume no ei Wäg zum Glück – Eugen, Wrigley, Eduard, Bäschteli & Cast

### Zweiter Akt
- Vermisst – Tutti, Stalder, Pfister, Eugen, Wrigley, Eduard, Bäschteli & Cast
- Die ewige Uhr von Bodio – Instrumental
- Eugens Erzählmusik VIII – Instrumental
- Das Rennen – Instrumental (Zitat "Übre Gotthard flüged Bräme" von Artur Beul)
- Tierliquälerei – Eugen, Wrigley, Eduard, Bäschteli & Hühner
- Eugens Erzählmusik IX – Instrumental
- Prinzessin – Eugen, Wrigley, Eduard, Bäschteli
- Eugens Erzählmusik X – Instrumental
- Wahri Fründschaft – Eugen, Wrigley, Eduard, Bäschteli, Armand, Herr Bühler
- Raketenstart – Instrumental
- Es brönnt! – Fritzli Bühler, Eugen, Wrigley, Eduard, Bäschteli
- Eugens Erzählmusik XI – Instrumental
- Eugens Erzählmusik XII – Instrumental
- My Name isch Eugen – Instrumental
- Es ganzes Läbe lang – Eugen & Cast
- Luusbuebe chöi mer blybe – Fritzli Bühler & Cast

## Besonderheiten
In der Inszenierung von Dominik Flaschka werden abgesehen von Fritzli Bühler, dem König der Lausbuben, sämtliche Erwachsenen mit Hand-Puppen dargestellt.